# 亚美尼亚女性
自1991年亞美尼亞共和国成立以来，亚美尼亚女性一直得到官方的性别平等保障。这使女性能够积极参与亚美尼亚生活的各个领域。亚美尼亚女性在娱乐，政治和其他领域中举足轻重。

## 商业与政治参与

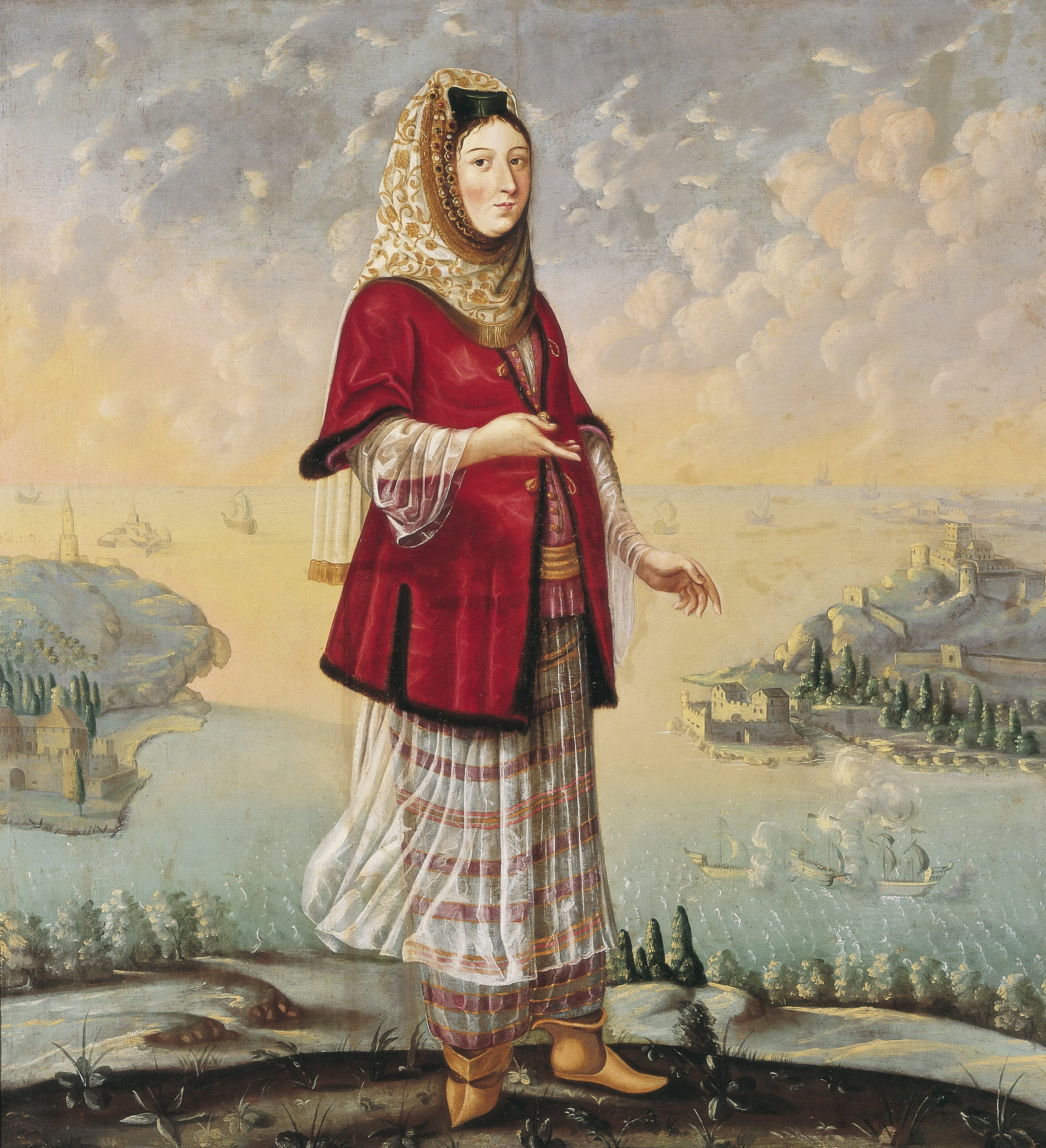
亚美尼亚女性画像（约1682年）

根据2011年Grant Thornton国际企业调查，2010年，亚美尼亚29％的高层管理职位由女性担任。但是，这一数字在2011年下降到23％。根据联合国的一份报告，2011年亚美尼亚有24位女市长和社区领袖。另有50名妇女担任较低级别的行政职务。

## 传统地位
尽管从20世纪初期到现在的一些民族主义女权主义者有一些将古代亚美尼亚社会和法律视为对女性友好的观点，但实际上没有证据表明这一主张。可追溯到12世纪的Mkhitar Gos法典试图提高女性的地位，但该法典也明确规定了男性的统治，而且即使是在家庭暴力或婚内强奸的情况下也禁止离婚。其最先进的元素似乎从未在社会上得到应用，在18世纪和19世纪，无论是局外人还是内部人士的报告都以压倒性的多数证实了亚美尼亚传统社会中妇女的地位低下问题。已婚妇女实际上是丈夫家庭的奴隶，但随着年龄的增长，情况也逐渐改善。在结婚的第一年里，除了丈夫，她们不允许与任何人说话，并且被禁止离开家。年轻的亚美尼亚新娘创造了一种被称为“新娘语言”的手语，这是一种以手势为基础的手语，违反了亚美尼亚已婚妇女的沉默规则。在一些村庄，即使在第一个孩子出生后，这些限制仍然存在，并且可能持续十多年。与西方的情况形成鲜明对比的是，女性自杀比男性自杀更为普遍。
尽管女性在亚美尼亚社会中的地位较低，但亚美尼亚使徒教会与大多数其他基督教传统教会相比为女性提供了更多的担任神职人员的机会。但是，与东正教不同，他们强烈反对离婚，因此，传统亚美尼亚的离婚率一直是基督教世界中最低的。

## 针对女性的暴力
根据世界卫生组织的统计，2002年亚美尼亚女性中有10％至60％遭受过家庭暴力，数据的不确定性是由于亚美尼亚家庭暴力报告不足。据称发生漏报的原因是将家庭暴力视为家庭私人事务。在亚美尼亚，没有明确法律禁止针对家人的攻击和基于性别的偏见。此外，与丈夫（甚至是虐待妻子的丈夫）离婚会导致“社会耻辱”，申请离婚或举报家庭暴力的妇女家庭也被视为耻辱。其他促成因素包括亚美尼亚妇女缺乏有关其权利以及如何保护自己免受虐待的教育，或者受教育程度较低。

## 政治地位
2007年5月，政府通过名为“性别配额法”的法令，鼓励更多亚美尼亚女性参与政治。那一年，只有7名妇女担任议会职务。这些人中包括在国民议会中任职时间最长的女性赫拉努什·哈科比亚。政府中女性的相对缺乏导致亚美尼亚被外国观察员视为“世界上代表性最差的国家”之一。此外，亚美尼亚女性在政治中的地位通常位于私人领域。她们进入公共领域的机会往往只有在她们反映了基于社会期望的女性理想形象时才受到重视，这继续给女性的政治、社会和经济机会设置了障碍。2015年，Arpine Hovhannisyan成为第一位担任亚美尼亚司法部长职位的亚美尼亚女性，这一职位她一直担任到2017年。她也是一位律师。

## 健康与福利
在2010年和2011年妇女节期间，作为“为您，妇女”慈善计划的一部分，亚美尼亚首都葉里溫的Surb Astvatcamayr医疗中心为亚美尼亚妇女提供了整整一个月的免费妇科手术服务。来自全国各地的妇女来寻求治疗。

## 选择性流产
据报道，由于重男轻女的社会规范认为有儿子胜于有女儿，性别选择性流产在该国非常普遍。然而，由于“人才外流”形式下的大量移民，亚美尼亚青年男子出国找工作，该国年轻女性多于男子，特别是在20多岁的青年中：女性占15-29岁人口的55.8%。

## 文学
今天，亚美尼亚妇女现存最古老的文学表现形式是两位生活在公元8世纪的女士的诗歌，分别是Goghtn的Khosrovidukht和Syunik的Sahakdukht。随着19世纪亚美尼亚文学的复兴以及女性受教育机会的广泛传播，许多其他作家应运而生，其中包括被认为是第一位亚美尼亚小说家的19世纪女权作家Srpouhi Dussap。像当代的Zabel Sibil Asadour一样，她通常与君士坦丁堡和西亚美尼亚文学传统有关。扎贝尔·叶萨扬出生于君士坦丁堡，1933年定居苏联亚美尼亚，填补了亚美尼亚东部文学的空白。文学复兴及其伴随的抗议之声在东方也有其代表，诗人舒阿尼克·库尔吉尼安（1876-1927年）是阿列克山德拉波尔（今天为久姆里）的代表。Sylvia Kaputikyan和Maro Markarian可能是20世纪亚美尼亚共和国最著名的女诗人，并通过诗歌延续了政治演讲的传统。

## 亚美尼亚著名女性
- 伊莎貝拉一世（1219–1252），奇里乞亚亚美尼亚王国女王
- 戈爾·加斯帕里恩（1924–2007），歌剧演唱家
- 魯馨·莎卡瑞揚（1937–1992）, 女高音
- 西魯紹（1987-），创作歌手，作曲家